# رحیب (فجیره)
رحیب (در عربی:  الَرحیب ) روستای کوچکی از توابع شهر دبا الفجیره در نوار ساحلی کرانهٔ دریای عمان از توابع امارت فجیره از امارات هفتگانه دولت امارات متحده عربی و در شبه جزیره عربستان واقع شده‌است. این روستای در پایهٔ رشتهٔ کوه حجر واقع شده‌است.

## جمعیت
جمعیت آن ۲۸۰ نفر (۹ خانوار) می‌باشند که از اهل سنت و مالکی مذهب هستند. شغل عمدهٔ مردم روستا کشاورزی ودامداری است، حدود ۳۰۰ اصله نخل خرما در روستا وجود دارد. بعضی از مردم روستا نیز دام خانه‌ای نیز دارند.